# Ivanko Farolfi
Dr. Ivanko (Ivan) Farolfi (Vis, 14. srpnja 1892. – Lepoglava, vjerojatno 30. travnja 1945.), hrvatski odvjetnik i političar.

## Djelatnost prije Drugog svjetskog rata
Rodom iz viške trgovačke obitelji. Završio studij prava u Zagrebu. Vraća se na rodni otok gdje radi kao javni bilježnik. Član Hrvatske seljačke stranke i pouzdanik Vladka Mačeka.

### Suzbijanje pravoslavnog pokreta na Visu
Na izborima 1936. godine predvodi listu HSS-a na lokalnim izborima i postaje gradonačelnik Visa. Njegova pobjeda označila je kraj dotadašnje viške političke elite pod vodstvom Ivana Ruljančića koja je u suradnji s beogradskim vlastima zagovarala i poticala prijelaz Višana na pravoslavnu vjeru, u čemu je imala određenog uspjeha. Djelovanjem Farolfija i HSS-a dolazi do potpunog rasula pravoslavnog pokreta u Visu.

## 1942. – 1944.: za veću aktivnost HSS-a
Godine 1941. nakon Travanjskog rata Italija okupira Dalmaciju, uključujući i Vis. Nakon što je Rimskim ugovorima to potvrđeno, napušta Vis i odlazi u Zagreb.
Od kraja 1942., kada ustaše puštaju iz zatvora članove vodstva HSS-a (osim Vladka Mačeka koji je interniran) obavlja dužnosti tajnika stranke. Tijekom 1943. razvio je značajnu aktivnost, vodio ilegalnu mrežu stranačkih povjerenika i izdavao ilegalna stranačka glasila (listovi "Pravica" i "Slobodna Hrvatska") i letke; oni međutim imaju vrlo malu nakladu i distribuciju (Jelić-Butić, str. 99-100). U tome su sudjelovali i dr. Tomo Jančiković i Ljudevit Tomašić, dok su drugi članovi vodstva bili gotovo posve neaktivni. 
Farolfi, Jančiković i Tomašić zauzimali su se da se ograncima HSS-a odobri mogućnost aktivnog otpora ustaškom režimu, zavisno od situacije na terenu, u suradnji s komunistima ili samostalno. U vrhu stranke je međutim prevladalo inzistiranje na nastavku pasivne strategije čekanja da zapadne sile dobiju rat, koju je od početka zastupao Maček. Osobito potpredsjednik stranke August Košutić, koji zamjenjuje Mačeka, inzistira da oružana borba nije prihvatljiva zbog žrtava koje donosi, te da ne može biti nikakve suradnje s komunistima i njihovim Narodnooslobodilačkim pokretom.

### Pregovori s komunistima
Kako su partizani uočljivo jačali i zadobivali britansku podršku, Košutić ublažava svoj stav. U siječnju 1944. Farolfi i Ivo Krbek po ovlaštenju Košutića, u ime HSS-a vode pregovore s predstavnicima Narodnooslobodilačkog pokreta (NOP-a) u Zagrebu o mogućnostima suradnje i zajedničkog djelovanja. Ti pregovori ne dovode do nikakvog rezultata zbog oklijevanja Košutića i drugih vođa HSS-a da se otvoreno suprotstave ustaškom režimu, kao i zbog odbijanja komunista da priznaju staro vodstvo HSS-a kao ravnopravne partnere. U okviru NOP-a u to vrijeme već djeluje grupa vođa HSS-a pod imenom Izvršni odbor, koji prihvaćaju vodeću ulogu KPH odnosno KPJ.

### Pokušaj puča Vokić-Lorković, uhićenje i smrt
Ljeti 1944. kao opunomoćenik HSS-a sudjeluje u pregovorima o promjeni vlasti s Mladenom Lorkovićem i Antom Vokićem (Puč Vokić-Lorković). Nakon propasti tog plana, zajedno s grupom drugih "zavjerenika" iz HSS-a i ustaškog pokreta bio je uhićen i zatvoren u tamnicu u Lepoglavi; jedino je Košutić uspio pobjeći na partizanski teritorij, gdje je ubrzo bio uhićen. 
Farolfi je pod nerazjašnjenim okolnostima ubijen u Lepoglavi, kao i Vokić, Lorković i HSS-ovac Ljudevit Tomašić, vjerojatno u noći 30. travnja 1945. Ostali zatvoreni članovi vodstva HSS-a, kao i sam Maček, bili su tada oslobođeni; Maček je otišao u emigraciju.